# Улегин, Сергей Валерьевич
Серге́й Вале́рьевич Уле́гин (8 октября 1977, Энгельс, Саратовская область) — российский гребец на каноэ, призёр Олимпийских игр 2008 года в Пекине, двукратный чемпион мира, заслуженный мастер спорта России.

## Спортивная карьера
На Олимпийских играх 2008 года в Пекине завоевал серебряную медаль в каноэ-двойке на дистанции 500 м с (Александром Костоглодом).
На чемпионатах мира дважды становился чемпионом и по разу серебряным и бронзовым призёром в каноэ-двойках и четвёрках на дистанциях 200 и 500 м.
Пятикратный Чемпион Европы 2002, 2006, 2008, 2009 годов.

### Допинговый скандал
В 2003 году на Чемпионате мира по гребле на байдарках и каноэ в Гейнсвилле (Джорджия, США) Сергей Улегин в составе каноэ-четвёрки выиграл золото на дистанциях 200 м и 500 м и серебро в каноэ-двойке на 500 м. Однако допинг-тест Сергея Улегина дал положительный результат. На основании чего Международная Федерация Каноэ аннулировала результаты сборной России на этом чемпионате (с участием Улегина) и дисквалифицировала спортсмена на два года.

## Биография
Окончил Саратовский государственный аграрный университет. В настоящее время — заместитель директора ГБУСО СШОР по гребле на байдарках и каноэ в Саратове.